# Baetodes longus
Baetodes longus är en dagsländeart som beskrevs av Mayo 1973. Baetodes longus ingår i släktet Baetodes och familjen ådagsländor. Inga underarter finns listade i Catalogue of Life.